# Anto Knežević
Anto Knežević (Potočani, Odžak, 1959.) je hrvatski književnik iz BiH.

## Životopis
Rodio se je u Potočanima kod Odžaka 1959. godine. U Modriči je završio gimnaziju. Studirao je u Zagrebu na Filozofskom fakultetu u Zagrebu gdje je diplomirao rusistiku i filozofiju. Magistrirao je 1989. godine, a doktorirao 1995.

## Djela
- Filozofija i slavenski jezici (1988.)
- Najstarije slavensko filozofsko nazivlje (1991.)
- Mitovi i zbilja: međunarodno značenje Tuđmanovih "Bespuća" u razotkrivanju uzroka srpsko-hrvatskoga rata i razlaza  (1992.)
- An analysis of Serbian propaganda: the misrepresentation of the writings of the historian Franjo Tudjman in light of the Serbian- Croatian war, 1992.

- Bilješkama je popratio knjigu Philipa J. Cohena Tajni rat Srbije: propaganda i manipuliranje poviješću (Serbia's Secret War. Propaganda and the Deceit of History), Texas A&M University Press, College Station, 1996.

## Nagrade i priznanja
Odlikovan je Redom Danice hrvatske s likom Antuna Radića (1995.).